# Le Gué-d'Alleré
Le Gué-d'Alleré est une commune du Sud-Ouest de la France située dans le département de la Charente-Maritime (région Nouvelle-Aquitaine).
Ses habitants sont appelés les Gué-d'Allériens et les Gué-d'Allériennes.

## Géographie

### Communes limitrophes
|       | Saint-Sauveur-d'Aunis |          |
| Anais | du Gué-d'Alleré       | Benon    |
|       | Bouhet                | Surgères |

### Relief et géologie
La commune du Gué d'Alleré qui fait partie de l'Aunis se trouve située dans la vaste dépression marécageuse du Marais poitevin.

### Hydrographie
Elle est arrosée dans sa partie centrale par les eaux d'un petit ruisseau nommé la Roulière qui naît dans la commune voisine de Benon où se trouve la grande forêt de Benon. Les eaux de ce petit émissaire rejoignent tout à l'ouest celles du Curé, petit fleuve côtier dont le cours est canalisé et qui sert de délimitation administrative avec la commune voisine d'Angliers.

## Urbanisme

### Typologie
Au 1er janvier 2024, Le Gué-d'Alleré est catégorisée commune rurale à habitat dispersé, selon la nouvelle grille communale de densité à 7 niveaux définie par l'Insee en 2022.
Elle est située hors unité urbaine. Par ailleurs la commune fait partie de l'aire d'attraction de La Rochelle, dont elle est une commune de la couronne,. Cette aire, qui regroupe 72 communes, est catégorisée dans les aires de 200 000 à moins de 700 000 habitants,.

### Occupation des sols
L'occupation des sols de la commune, telle qu'elle ressort de la base de données européenne d’occupation biophysique des sols Corine Land Cover (CLC), est marquée par l'importance des territoires agricoles (93 % en 2018), en diminution par rapport à 1990 (95,7 %). La répartition détaillée en 2018 est la suivante : 
terres arables (63,5 %), zones agricoles hétérogènes (20,4 %), prairies (9,1 %), zones urbanisées (7 %). L'évolution de l’occupation des sols de la commune et de ses infrastructures peut être observée sur les différentes représentations cartographiques du territoire : la carte de Cassini (XVIIIe siècle), la carte d'état-major (1820-1866) et les cartes ou photos aériennes de l'IGN pour la période actuelle (1950 à aujourd'hui).

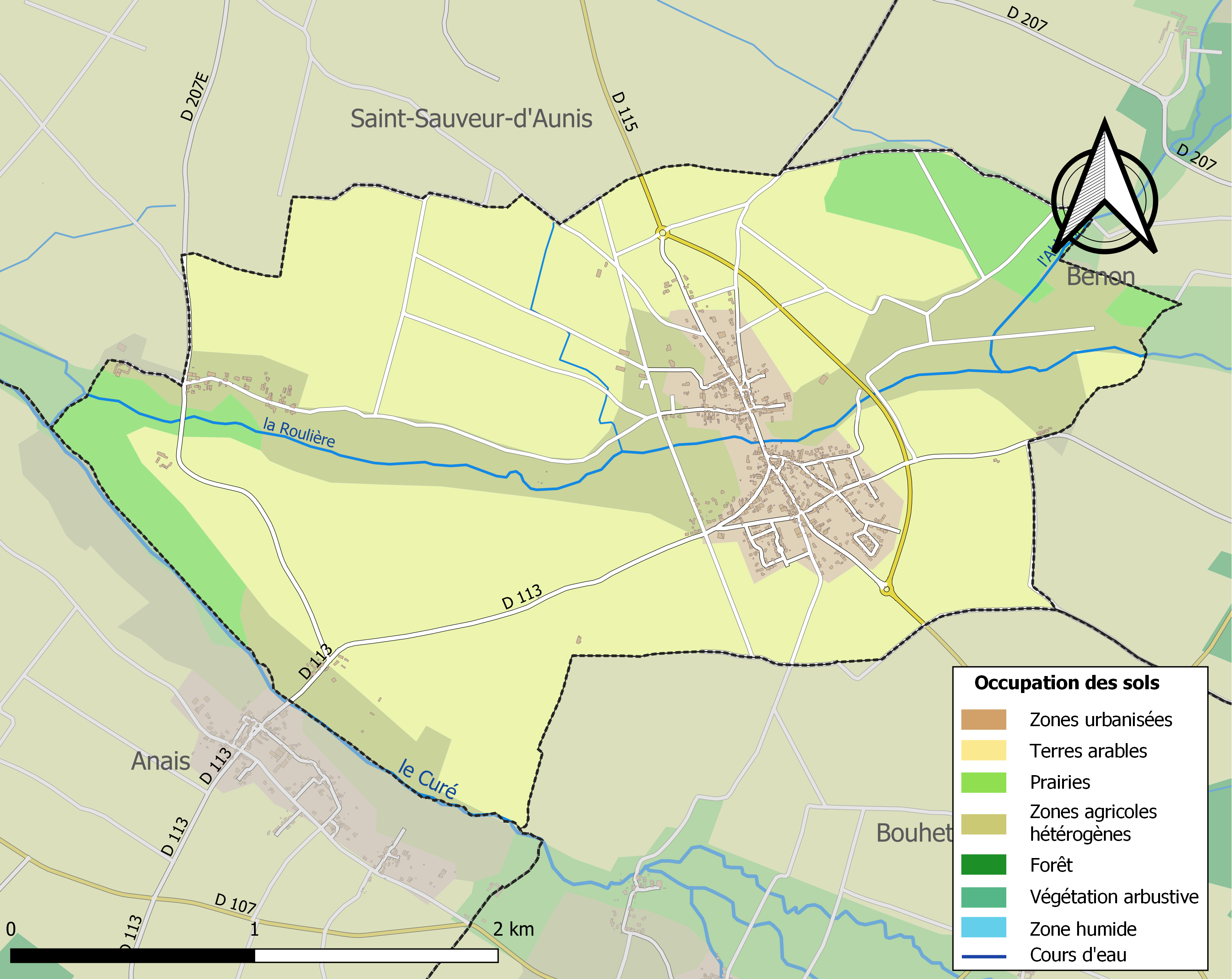
Carte des infrastructures et de l'occupation des sols de la commune en 2018 (CLC).

### Risques majeurs
Le territoire de la commune du Gué-d'Alleré est vulnérable à différents aléas naturels : météorologiques (tempête, orage, neige, grand froid, canicule ou sécheresse), inondations et séisme (sismicité modérée). Il est également exposé à un risque technologique,  le transport de matières dangereuses. Un site publié par le BRGM permet d'évaluer simplement et rapidement les risques d'un bien localisé soit par son adresse soit par le numéro de sa parcelle.

#### Risques naturels
Certaines parties du territoire communal sont susceptibles d’être affectées par le risque d’inondation par débordement de cours d'eau, notamment le Curé. La commune a été reconnue en état de catastrophe naturelle au titre des dommages causés par les inondations et coulées de boue survenues en 1982, 1993, 1999 et 2010,.

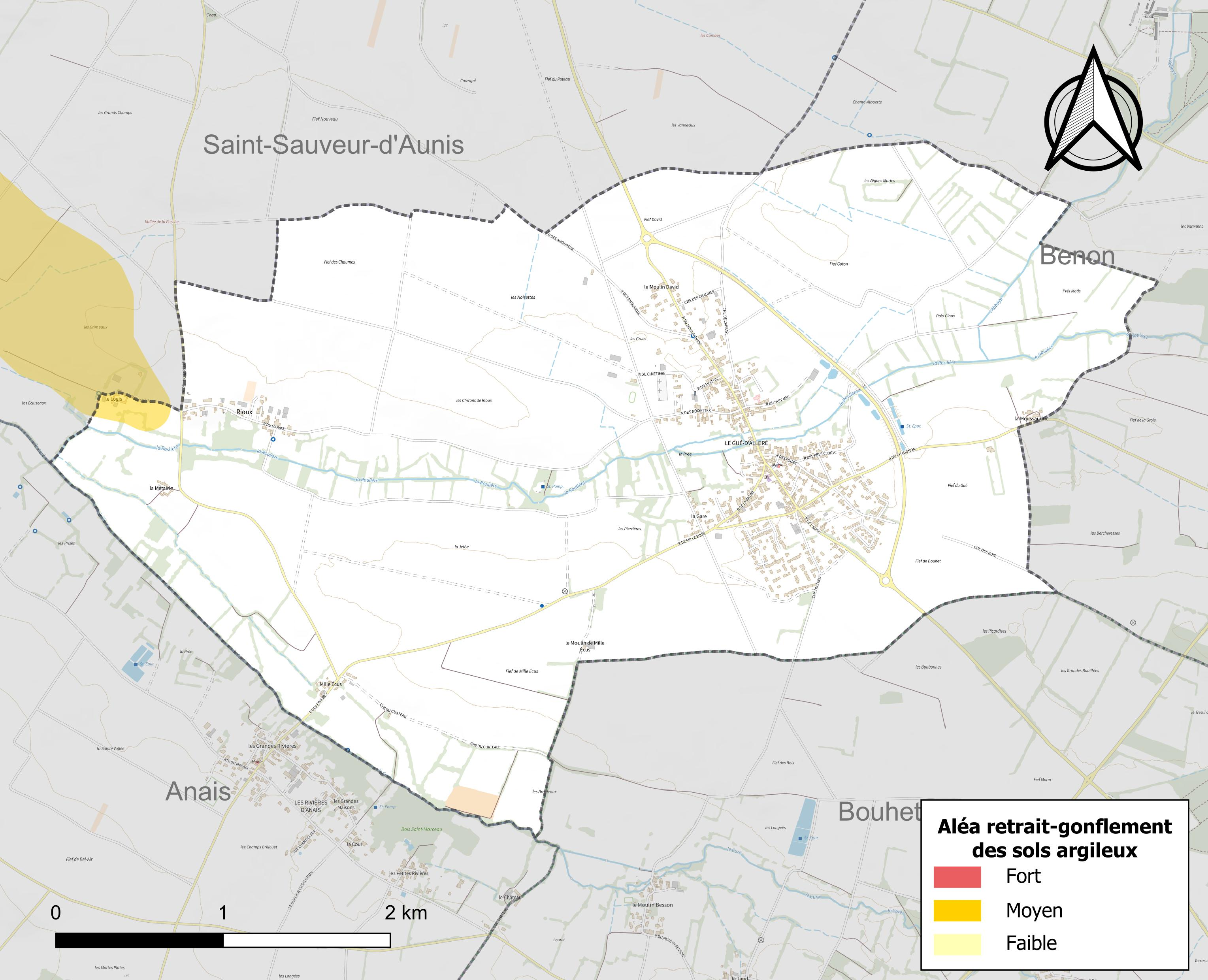
Carte des zones d'aléa retrait-gonflement des sols argileux du Gué-d'Alleré.

Le retrait-gonflement des sols argileux est susceptible d'engendrer des dommages importants aux bâtiments en cas d’alternance de périodes de sécheresse et de pluie. 0,4 % de la superficie communale est en aléa moyen ou fort (54,2 % au niveau départemental et 48,5 % au niveau national). Sur les 378 bâtiments dénombrés sur la commune en 2019,  1 sont en aléa moyen ou fort, soit 0 %, à comparer aux 57 % au niveau départemental et 54 % au niveau national. Une cartographie de l'exposition du territoire national au retrait gonflement des sols argileux est disponible sur le site du BRGM,.
Par ailleurs, afin de mieux appréhender le risque d’affaissement de terrain, l'inventaire national des cavités souterraines permet de localiser celles situées sur la commune.
Concernant les mouvements de terrains, la commune a été reconnue en état de catastrophe naturelle au titre des dommages causés par des mouvements de terrain en 1999 et 2010.

#### Risques technologiques
Le risque de transport de matières dangereuses sur la commune est lié à sa traversée par une ou des infrastructures routières ou ferroviaires importantes ou la présence d'une canalisation de transport d'hydrocarbures. Un accident se produisant sur de telles infrastructures est susceptible d’avoir des effets graves sur les biens, les personnes ou l'environnement, selon la nature du matériau transporté. Des dispositions d’urbanisme peuvent être préconisées en conséquence.

## Toponymie
Le toponyme est composé de l'adjonction de deux parties : Le gué désigne un passage en travers d'un cours d'eau. En l'occurrence, le bourg est traversé par le ruisseau de la Roulière, affluent du Curé. Ensuite, Alleré doit être plus ancien, sûrement issu d'un anthroponyme d'époque gallo-romaine, de type Alerius, auquel a été apposé le suffixe -acum.

## Histoire
Les anciennes paroisses de Millecu et de Rioux furent rattachées au Gué-d'Alleré, qui conserva son nom, en 1791.

## Administration

### Liste des maires
| Période                                  | Période  | Identité             | Étiquette | Qualité           |
| ---------------------------------------- | -------- | -------------------- | --------- | ----------------- |
| 1994                                     | 2001     | Jeanine Giraud       |           |                   |
| 2001                                     | 2020     | Jean-François Cretet | DVD       | Chef d'entreprise |
| 2020                                     | En cours | Sylvain Augeraud     |           |                   |
| Les données manquantes sont à compléter. |          |                      |           |                   |

## Population et société

### Démographie

#### Évolution démographique
L'évolution du nombre d'habitants est connue à travers les recensements de la population effectués dans la commune depuis 1793. Pour les communes de moins de 10 000 habitants, une enquête de recensement portant sur toute la population est réalisée tous les cinq ans, les populations de référence des années intermédiaires étant quant à elles estimées par interpolation ou extrapolation. Pour la commune, le premier recensement exhaustif entrant dans le cadre du nouveau dispositif a été réalisé en 2004.

En 2022, la commune comptait 1 040 habitants, en évolution de +14,29 % par rapport à 2016 (Charente-Maritime : +4,04 %, France hors Mayotte : +2,11 %).
| 1793 | 1800 | 1806 | 1821 | 1831 | 1836 | 1841 | 1846 | 1851 |
| ---- | ---- | ---- | ---- | ---- | ---- | ---- | ---- | ---- |
| 976  | 537  | 532  | 822  | 889  | 868  | 882  | 867  | 870  |

| 1856 | 1861 | 1866 | 1872 | 1876 | 1881 | 1886 | 1891 | 1896 |
| ---- | ---- | ---- | ---- | ---- | ---- | ---- | ---- | ---- |
| 924  | 957  | 942  | 867  | 872  | 863  | 775  | 668  | 655  |

| 1901 | 1906 | 1911 | 1921 | 1926 | 1931 | 1936 | 1946 | 1954 |
| ---- | ---- | ---- | ---- | ---- | ---- | ---- | ---- | ---- |
| 652  | 622  | 634  | 531  | 543  | 494  | 486  | 446  | 427  |

| 1962 | 1968 | 1975 | 1982 | 1990 | 1999 | 2004 | 2006 | 2009 |
| ---- | ---- | ---- | ---- | ---- | ---- | ---- | ---- | ---- |
| 412  | 405  | 434  | 427  | 440  | 514  | 622  | 667  | 661  |

| 2014 | 2019 | 2022  | - | - | - | - | - | - |
| ---- | ---- | ----- | - | - | - | - | - | - |
| 841  | 963  | 1 040 | - | - | - | - | - | - |

## Culture locale et patrimoine

### Lieux et monuments
- L'église Saint André du Gué-d'Alleré.